# Sphingonaepiopsis obscurus
Sphingonaepiopsis obscurus är en fjärilsart som beskrevs av Paul Mabille 1880. Sphingonaepiopsis obscurus ingår i släktet Sphingonaepiopsis och familjen svärmare. Inga underarter finns listade i Catalogue of Life.